# عدد آشیل
عدد آشیل یک عدد پرتوان است ولی توان تمام نیست.عدد صحیح مثبت nپرتوان است اگر، برای هر مقسوم علیه اول یا عامل اول p از n،{\displaystyle P^{2}}نیز یک مقسوم علیه باشد.
به عبارت دیگر، هر عامل اول به صورت مربع ظاهر شود. تمام اعداد آشیل پرتوان هستند ولی تمام اعداد پرتوان عدد آشیل نیستند. تنها آنهایی که به صورت {\displaystyle M^{k}}، و(m,kدو عدد صحیح مثبت بزرگتر از ۱)نمی‌توان بیان کرد.

## تاریخچه
بنابر یک افسانهٔ یونانی، آشیل یک جنگجوی قدرتمند و به نظر شکست ناپذیری بوده که در جنگهای تروا حضور داشته است.
در بعضی از صورت‌های داستان آشیل، مادر او تتیس، پاشنهٔ پای چپ او را نگه داشته و او را در رودخانه استیکس(در افسانه یونان:رودخانه عالم اسفل) غوطه ور ساخته تا از کمین دشمنان در امان بماند ولی هنوز پاشنهٔ پای چپ او از آب بیرون بوده و از این ناحیه هنوز ضربه پذیر بوده است. از این جهت است که می‌گویند آشیل پرتوان بوده ولی به خاطر این نقطه ضعف توان تمام و کمالی نداشته است. اینچنین است که عدد آشیل یک عدد پرتوان است ولی توان تمام نیست.

## یک رشته از اعداد آشیل
اعداد آشیل تا ۵۰۰۰ به صورت زیر هستند:
۷۲, ۱۰۸, ۲۰۰, ۲۸۸, ۳۹۲, ۴۳۲, ۵۰۰, ۶۴۸, ۶۷۵, ۸۰۰, ۸۶۴, ۹۶۸, ۹۷۲, ۱۱۲۵, ۱۱۵۲, ۱۳۲۳, ۱۳۵۲, ۱۳۷۲, ۱۵۶۸, ۱۸۰۰, ۱۹۴۴, ۲۰۰۰, ۲۳۱۲, ۲۵۹۲, ۲۷۰۰, ۲۸۸۸, ۳۰۸۷, ۳۲۰۰, ۳۲۶۷, ۳۴۵۶, ۳۵۲۸, ۳۸۷۲, ۳۸۸۸, ۴۰۰۰, ۴۲۳۲, ۴۵۰۰, ۴۵۶۳, ۴۶۰۸, ۵۰۰۰
۵۰۰۰

## مثالها
برای مثال ۱۰۸ یک عدد پرتوان است. تجزیهٔ این عدد به عوامل اول به صورت  پس عوامل اول سازندهٔ آن ۲و۳ هستند.
هر دو عدد 22 = 4 و32 = ۹  مقسوم علیه‌های ۱۰۸ هستند از طرفی ۱۰۸ را نمی‌توان به صورت {\displaystyle M^{k}} و(m,k دو عدد صحیح مثبت بزرگتر از ۱) بیان کرد پس ۱۰۸ یک عدد آشیل است.
و در آخر،۷۸۴ یک عدد آشیل نیست. این عدد یک عدد پرتوان است بلکه نه فقط به این خاطر که ۲و۷ از عوامل اول آن هستند بلکه به خاطر این که 22 = 4  و 72 = ۴۹نیز مقسوم علیه‌های آن هستند.
با این وجود یک عدد تمام توان است، چون:
{\displaystyle 784==2^{4}.7^{2}=(2^{2}.7^{2})^{2}=28^{2}\!}
پس ۷۸۴ یک عدد آشیل نیست.